# Hidrobiídeos
Os hidrobiídeos (Hydrobiidae), vulgarmente designados caracois-de-lama, são uma grande família taxonómica de caracois de água doce e salobra que possuem um opérculo, moluscos gastrópodes aquáticos no clado Littorinimorpha.

## Subfamílias
- Hydrobiinae Stimpson, 1865
- Belgrandiinae de Stefani, 1877
- Clenchiellinae D.W. Taylor, 1966
- Cochliopinae Tryon, 1866
- Islamiinae Radoman, 1973
- Nymphophilinae D.W. Taylor, 1966
- Pseudamnicolinae Radoman, 1977
- Pyrgulinae Brusina, 1882 (1869)
- Tateinae Thiele, 1925